# Comuna de Wieleń
Wieleń (polaco: Gmina Wieleń) é uma gminy (comuna) na Polónia, na voivodia de Grande Polónia e no condado de Czarnkowsko-trzcianecki. A sede do condado é a cidade de Wieleń.
De acordo com os censos de 2007, a comuna tem 12 547 habitantes, com uma densidade 29,3 hab/km².

## Área
Estende-se por uma área de 428,32 km², incluindo:
- área agricola: 27%
- área florestal: 65%

## Demografia
Dados de 30 de Junho 2004:
|                      | Total   | Total | Mulheres | Mulheres | Homens  | Homens |
| -------------------- | ------- | ----- | -------- | -------- | ------- | ------ |
|                      | pessoas | %     | pessoas  | %        | pessoas | %      |
| População            | 12 699  | 100   | 6512     | 51,3     | 6187    | 48,7   |
| Densidade (pop./km²) | 29,6    | 100   | 15,2     | 15,2     | 14,4    | 14,4   |

De acordo com dados de 2002, o rendimento médio per capita ascendia a 1275,3 zł.

## Comunas vizinhas
- Czarnków, Człopa, Drawsko, Krzyż Wielkopolski, Lubasz, Trzcianka, Wronki